# Brug 2127
Brug 2127 is een vaste brug in Amsterdam Nieuw-West.
De voet- en fietsbrug vormt de verbinding tussen de Lutkemeerweg en het Herdenkingsveld van begraafplaats Westgaarde, zodat dit terrein een rechtstreekse verbinding krijgt met het park Tuinen van West. Door de aanleg van de brug wordt het op werkdagen - overdag (van 8:00 tot 18:00) voor voetgangers en fietsers mogelijk de begraafplaats rechtdoor over te steken in plaats van om de begraafplaats heen te moeten. Door een hogere ligging van het Herdenkingsveld was een doorgaande fietsroute niet goed mogelijk, men heeft het opgelost door aan die kant gebruik te maken van de trap met fietsgeulen, zodat afstappen noodzakelijk is.

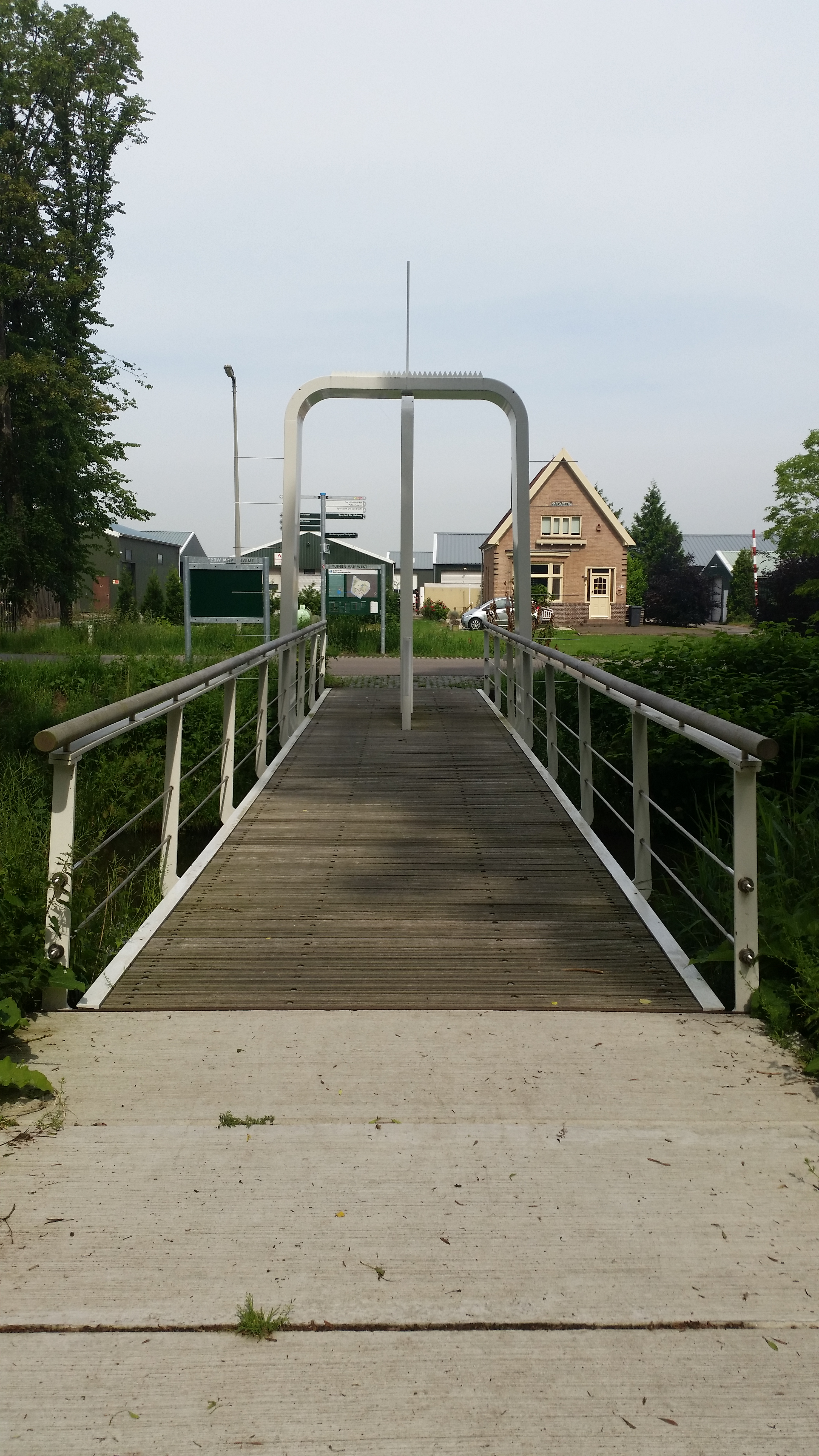
Zijaanzicht van brug 2127 (juni 2018)

De brug bestaat uit stalen H-profielen gedragen door landhoofden en een pijler. Daarop is een poortconstructie met klimbeveiliging gezet. De toegang bestaat uit een deur die om haar verticale as draait. De brug zou al aangelegd worden in de zomer van 2015, maar werd pas in februari 2017 opgeleverd. De kosten van de brug werden gedeeld door de gemeente Amsterdam en de provincie Noord-Holland. De ontwerper van de brug is Verburg Hoogendijk Architecten (VHArch) Amsterdam.
2100 · 2102 · 2103 · 2105 · 2106 · 2107 · 2108 · 2109 · 2110 · 2111 · 2112 · 2113 · 2114 · 2115 · 2120 · 2121 · 2125 · 2127 · 2128 · 2129 · 2130 · 2131 · 2132 · 2133 · 2134 · 2135 · 2136 · 2137 · 2138 · 2139 · 2140 · 2141 · 2142 · 2143 · 2144 · 2145 · 2146 · 2147 · 2148 · 2149 · 2150 · 2151 · 2152 · 2153 · 2154 · 2155 · 2156 · 2157 · 2158 · 2159 · 2160 · 2161 · 2162 · 2163 · 2164 · 2165 · 2166 · 2167 · 2168 · 2169 · 2170 · 2171 · 2172 · 2173 · 2174 · 2175 · 2176 · 2178 · 2179 · 2180 · 2181 · 2182 · 2183 · 2184 · 2185 · 2186 · 2188 · 2189 · 2190 · 2191 · 2192 · 2193 · 2194 · 2195 · 2196 · 2197 · 2198 · 2199
Overige brugnummers zijn niet (meer) vergeven, behalve brug 2177, een verdwenen brug in Park Frankendael.